# Vjetroelektrana Velika Popina
Vjetroelektrana Velika Popina ili VE ZD6 je vjetroelektrana koja se nalazi se na području općine Gračac, a u pogon je puštena u 31. prosinca 2010. Vjetroelektrana se sastoji od 4 Siemensova SWT 93 2,3 MW vjetroagregata, čime joj ukupna snaga iznosi 9,2 MW. Kao dokazan partner i dobavljač vjetroturbina, Siemens nudi izvrsnost u svim koracima planiranja projekta gradnje vjetroturbina, te iskustvo temeljeno na više od 7 700 instalacija diljem svijeta. Siemensove turbine proizvedene su patentiranom tehnologijom IntegralBlade, što podrazumijeva izradu lopatica u jednom komadu od epoksidne smole pojačane staklenim vlaknima (engl. fiberglass), a njihov vanjski dizajn predstavlja najmoderniju aerodinamiku vjetroturbina.
Prema navodima iz tvrtke Dalekovod, ukupna investicija iznosila je 16 milijuna eura, a predviđena je godišnja proizvodnja od 26 GWh električne energije. U projektnom financiranju je sudjelovala Societe Generale - Splitska banka. Investitor ovog projekta je Dalekovod d.d., a izgradnja ovog objekta je zasigurno velika stvar za općinu Gračac, jer joj pripada zakonski udio od proizvedene količine električne energije, što to bi za Gračac u ovom slučaju moglo iznositi oko 150 000 – 200 000 kuna godišnje. Lokalnoj zajednici, naime, pripada renta od proizvedenih količina električne energije. U početku se govorilo da će iznositi 3%, a sada se to svelo na jednu lipu po kWh. 
Na području općine Gračac predviđeno je postavljanje još 35 – 40 velikih vjetroagregata raspoređenih u nekoliko vjetroelektrana, pokraj mjesta Otrića i Bruvna. Područje Velika Popina jedno je od najvjetrovitijih područja, s najkvalitetnijim vjetrom što su pokazali rezultati višegodišnjih mjerenja. Za prvu godinu dana proizvelo se prosječno 3 000 sati u maksimalnom opterećenju, što bi bilo dovoljno energije od 15 do 20 000 kućanstava, ako uzmemo da je prosječna potrošnja domaćinstva u Hrvatskoj oko 1 000 kWh.

## Vjetroelektrane u Hrvatskoj
Vjetroelektrane u Hrvatskoj su započele svoj razvoj još 1988., kada je Končar postavio prvi vjetroagregat u brodogradilištu Uljanik, koji se i danas tamo nalazi, no onda je razvoj istoga obustavljen. Danas Končar ima postavljen prvi prototip svog modernog vjetroagregata na lokaciji Pometeno brdo u blizini Splita i pokušava uhvatiti korak s ostalim poznatim proizvođačima vjetroagregata.
Promatrajući karakteristike vjetra na prostoru Hrvatske, može se zaključiti da Hrvatska ima na desetke područja koja imaju zadovoljavajući vjetropotencijal za izgradnju elektrana. Mjerenja određenih karakteristika vjetra (brzina, smjer, učestalost) pokazala su kako je za iskorištavanje energije vjetra povoljnije područje Jadrana od kontinentalnog dijela Hrvatske. Stoga su prve hrvatske vjetroelektrane izgradene upravo na tom području.
U Hrvatskoj je trenutno 20 vjetroelektrana koje su u normalnom radu (kolovoz 2018.) i koje isporučuju električnu energiju u elektroenergetski sustav Hrvatske. Instalirana snaga svih vjetrolektrana je 570 MW, u radu je 254 vjetroagregata koji isporučuju godišnje oko 1 475 GWh električne struje. Za usporedbu Termoelektrana Plomin ima snagu 330 MW i isporučuje godišnje oko 2 173 GWh električne struje.

## Vjetroelektrana Poštak
Vjetroelektrana Poštak ili VE Poštak je vjetroelektrana koja se nalazi se na području općine Gračac (u blizini Vjetroelektrane Velika Popina), a u pogon je puštena u listopadu 2017. Vjetroelektrana se sastoji od 13 Siemensova SWT 108 3,4 MW vjetroagregata, čime joj ukupna snaga iznosi 44,2 MW. Promjer lopatica rotora je 108 metara, visina osi vrtnje se nalazi na 79,5 metara. Krila lopatice se okreću od 6 do 16 okretaja u minuti. Vjetroagregati su priključeni na 110 kV razvodnu mrežu. Predviđa se proizvodnja od 110 GWh električne energije godišnje, što bi trebalo biti dovoljno za 26 000 kućanstava.